# Сан-Хосе (провінція)
Сан-Хосе (ісп. San José) — одна з 7 провінцій Коста- Рики.

## Географія
Знаходиться в центральній частині країни. Межує з провінціями (за годинниковою стрілкою починаючи з півночі): Алахуела, Ередія, Картаго, Лимон, Пунтаренас. Адміністративний центр — місто Сан-Хосе.
Площа — 4959 км². Населення — 1 404 242 чол. (2011).
До прибуття іспанських колоністів територію заселяли індіанці хетарас.

## Кантони
Провінція розділена на 20 кантонів:
1. Акоста
2. Алахуеліта
3. Асеррі
4. Васкес-де-Коронадо
5. Гойкоечеа
6. Десампарадос
7. Дота
8. Куррідабат
9. Леон-Кортес
10. Мора
11. Моравія
12. Монтес-де-Ока
13. Перес-Селедон
14. Пуріскаль
15. Сан-Хосе
16. Санта-Ана
17. Таррасу
18. Тібас
19. Туррубарес
20. Ескасу

## Галерея

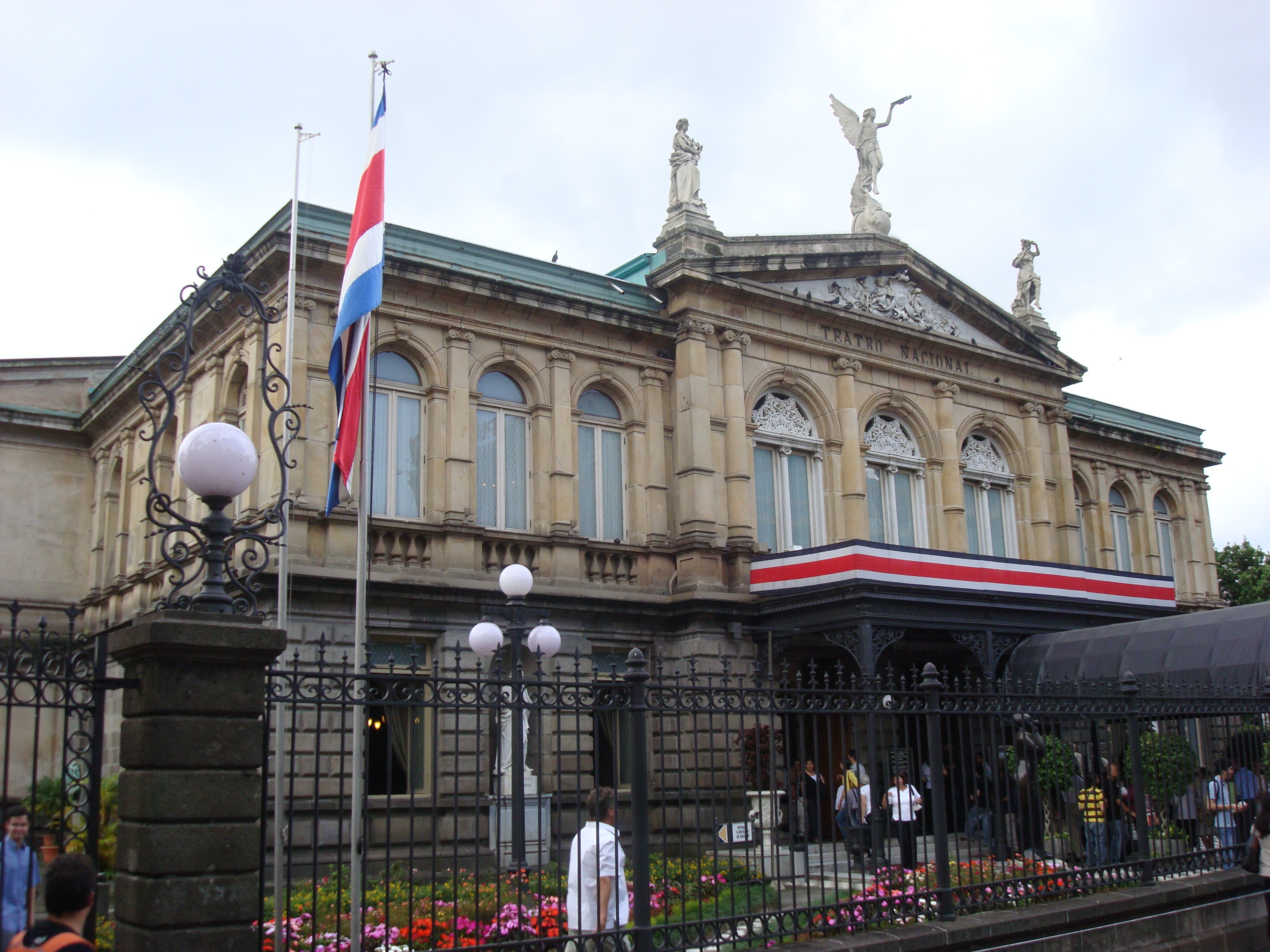
Національний театр в Сан-Хосе
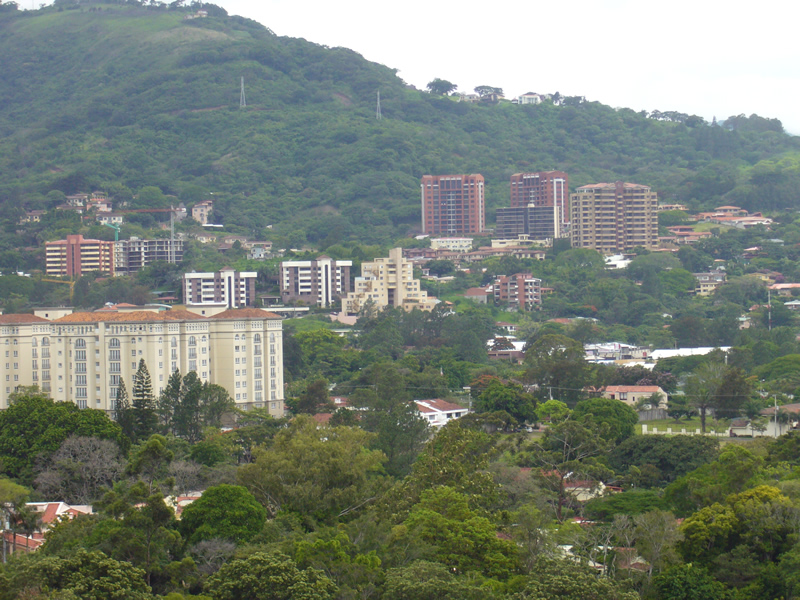
Вид на  Ескасу
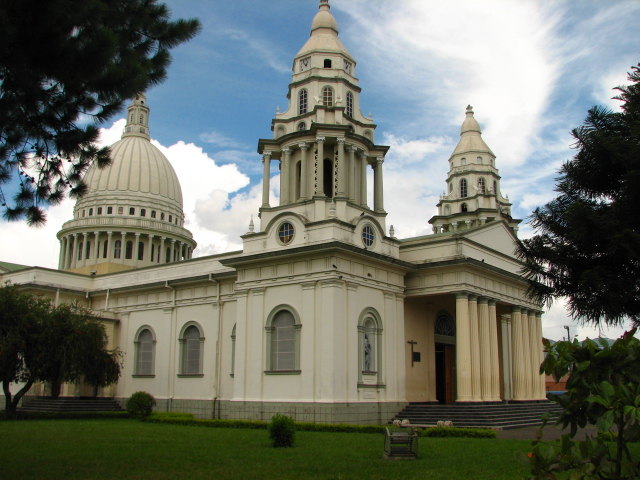
Католицький собор в Десампарадос

| Коста-Рика | Це незавершена стаття з географії Коста-Рики. Ви можете допомогти проєкту, виправивши або дописавши її. |